# Albanese parlementsverkiezingen 1997
De parlementsverkiezingen in Albanië op 29 juni 1997 volgden op een rumoerige periode in de Albanese geschiedenis. De parlementsverkiezingen van 1996 waren met veel geweld gepaard gegaan en brachten de Democratische Partij aan een absolute meerderheid. In maart 1997 braken rellen uit nadat het financiële systeem in elkaar was gestort. De rellen ontaardden in een anarchie in het hele land. Pas door interventies van een buitenlandse troepenmacht kon de orde hersteld worden. Vervolgens kwamen er nieuwe verkiezingen. Deze verkiezingen betekenden een politieke aardverschuiving en werden met overmacht gewonnen door de Socialistische Partij die bijna driekwart van de zetels in het parlement veroverde.

## Uitslag
| Partij                                                                        | Afkorting | zetels |
| ----------------------------------------------------------------------------- | --------- | ------ |
| Socialistische Partij van Albanië (Partia Socialiste e Shqipërisë)            | PSS       | 101    |
| Democratische Partij van Albanië (Partia Demokratike e Shqipërisë)            | PDS       | 25     |
| Sociaaldemocratische Partij van Albanië (Partia Socialdemokrate e Shqipërisë) | PSDS      | 10     |
| Verenigde Mensenrechtenpartij (Partia Bashkimi për të Drejtat e Njeriut)      | PBDNJ     | 4      |
| Partij van het Albanese Nationale Front (Partia Balli Kombëtar Shqiptar)      | PBKS      | 3      |
| Democratische Alliantiepartij (Partia Aleanca Demokratike)                    | PAD       | 2      |
| Republikeinse Partij van Albanië (Partia Republikane e Shqipërisë)            | PRS       | 2      |
| Wettige Bewegingspartij (Partia Lëvizja e Legalitetit )                       | PLL       | 2      |
| Agrarische Partij van Albanië (Partia Agrare e Shqipërisë)                    | PAS       | 1      |
| Christendemocratische Partij van Albanië (Partia Demokristiane e Shqipërisë ) | PDKS      | 1      |
| Onafhankelijken                                                               |           | 3      |
| Totaal                                                                        |           | 140    |

## Regering
Na de verkiezingen kreeg Albanië een regering van de Socialistische Partij en haar bondgenoten. Sali Berisha moest zijn presidentschap overgeven aan Rexhep Meidani en premier Aleksander Meksi werd vervangen door Fatos Nano.
1920 · 1921 · 1923 · 1924 · 1928 · 1945 · 1949 · 1958 · 1962 · 1966 · 1970 · 1974 · 1978 · 1982 · 1987 · 1991 · 1992 · 1996 · 1997 · 2001 · 2005 · 2009 · 2013 · 2017 · 2021